# Von Mentzer
von Mentzer är en tysk släkt från Sachsen, där Liborius Mentzer (1598–1671) föddes i staden Meissen. Han var son till "hauptmannen" Georg Mentzer, och gick i svensk krigstjänst under 30-åriga kriget. Han blev gemen soldat vid Västgöta regemente 1623, och 1659 var han kommendant på Bohus fästning. Liborius Mentzer adlades 25 maj 1663 och året efter introducerades ätten på Sveriges Riddarhus, med ättenummer 720.
Hans manliga efterkommande valde med få undantag intill mitten av 1800-talet krigaryrket och kom företrädesvis att tjäna vid de västgötska regementena. Sju officerare av släkten von Mentzer deltog i Karl XII:s krig.
Liborius Mentzers sonson Johan von Mentzer var chef för Älvsborgs regemente 1710–1728, blev landshövding i Jönköpings län samt befordrades till generallöjtnant. Han upphöjdes till friherrligt stånd och dog 1747 utan att efterlämna några manliga arvingar.
Tillnamnet Liborius är genomgående på den manliga sidan.

## Medlemmar
Till ättens medlemmar hör:
- Anders von Mentzer, överstelöjtnant
- Adolf von Mentzer, fängelsedirektör
- Anna von Mentzer, skådespelerska
- Carl von Mentzer (politiker), kronofogde och riksdagsman
- Carl von Mentzer (militär), överste
- Fredrik von Mentzer, jurist

## På andra projekt
- Wikisource har originalverk som rör Von Mentzer.